# Station Flowery Field
Flowery Field is een spoorwegstation van National Rail in Hyde, Tameside in Engeland. Het station is eigendom van Network Rail en wordt beheerd door Northern Rail. Het station is geopend in 1985.